# Віттелте
Віттелте (нід. Wittelte) — село в нідерландській провінції Дренте. Входить до муніципалітету Вестервелд.
Його площа становить 0,51 км², а населення станом на 2021 рік складало 130 осіб.